# Liga Brasileña de Baloncesto
La Liga Brasileña de Básquetbol, o también Campeonato Brasileño de Básquetbol fue una competencia disputada, con formato de liga, creada en 1990. La misma sucedió a la Taça Brasil de Básquetbol la cual existió entre 1965 y 1989. Fue organizada por la Confederación Brasileña de Básquetbol.
Actualmente, la máxima división de básquet en Brasil es el Novo Basquete Brasil.

## Historia
La Liga Brasileña nace en 1990 como sucesión de la Taça Brasil de Básquetbol. Este nuevo campeonato estaba organizado por la Confederación Brasileña de Básquetbol y tenía un formato de liga, con doce participantes quienes compitieron en una etapa regular y en una de play-offs. El campeón de esa primera edición fue el Franca Basquetebol Clube.
La liga tuvo un gran crecimiento, llegando a diecisiete participantes en 1994 y veintiún para 1995. En 1996 se modifica el formato de competencia, ahora, los doce equipos se agruparon en una única zona donde compitieron todos contra todos. La fase de play-offs siguió vigente.
La liga se disputó con regularidad hasta el 2006, cuando hubo un conflicto en la CBB y la Liga suspendió la competencia. 
Oficialmente no hubo un campeón. En ese año hubo dos competencias, una organizada por la CBB y otra paralela organizada por la "Nuestra Liga de Básquetbol" (NLB), una asociación de clubes disidentes, en una primera tentativa de creación de una asociación de clubes. El torneo de la CBB fue interrumpido por la Justicia antes de su término, y el de la LNB tuvo a Winner Limeira como su campeón.
Luego de ese incidente, la competencia se disputó dos temporadas más, para que a fines del 2008, los clubes y la CBB llegaran a un acuerdo y la liga fue reemplazada por el Novo Basquete Brasil.

## Formato de competencia
La competencia tuvo dos formatos dominantes, luego, cada edición en particular tuvo pequeñas diferencias, como cantidad de grupos o participantes en cada grupo.
1990 - 1995
La competencia se disputó en dos etapas. Durante la primera, los equipos se dividieron en grupos y se enfrentaron todos contra todos a dos ruedas, una vez de local y otra de visitante. Los cuatro mejores de cada grupo avanzaron a la segunda etapa, en la cual hubo una serie de play offs al mejor de 3 juegos, exceptuando la final, al mejor de cinco.
1996 - 2008
Durante esta etapa, todos los equipos se enfrentaron, los unos a los otros, en un grupo único, donde los primeros ocho clasificaban a la fase de play offs. Luego, los play offs se disputaban al mejor de 3 juegos, exceptuando la final, que era al mejor de cinco.

## Participantes
A lo largo de la competencia, y así como el formato de competencia, la cantidad de participantes fue variando. Han participado 74 equipos a lo largo de la competencia, y la misma ha tenido once participantes como el número mínimo (en 1991) y veintinueve como el máximo, en 1995.
| Equipo                                  | Ciudad                | N  | Participaciones                                                                          |
| --------------------------------------- | --------------------- | -- | ---------------------------------------------------------------------------------------- |
| Minas Tênis Clube                       | Belo Horizonte        | 15 | 1990, 1991, 1992, 1993, 1994, 1995, 1996, 1997, 1998, 2002, 2003, 2004, 2005, 2007, 2008 |
| Franca                                  | Franca                | 14 | 1990, 1991, 1992, 1996, 1997, 1998, 1999, 2000, 2001, 2002, 2003, 2004, 2005, 2007       |
| Flamengo                                | Río de Janeiro        | 13 | 1990, 1995, 1996, 1997, 1998, 1999, 2000, 2001, 2002, 2003, 2004, 2007, 2008             |
| Corinthians Sport Club                  | Santa Cruz do Sul     | 11 | 1991, 1992, 1993, 1994, 1995, 1996, 1997, 1998, 1999, 2000, 2002                         |
| Unitri/Uberlândia                       | Uberlândia            | 10 | 1991, 1995, 1999, 2000, 2001, 2002, 2003, 2004, 2005, 2007                               |
| Londrina Basquete Clube                 | Londrina              | 10 | 1997, 1998, 1999, 2000, 2001, 2002, 2003, 2004, 2005, 2007                               |
| Rio Claro                               | Rio Claro             | 9  | 1991, 1992, 1993, 1994, 1995, 1996, 1998, 2007, 2008                                     |
| Ginástico                               | Belo Horizonte        | 8  | 1990, 1991, 1992, 1993, 1994, 1995, 1996, 1997                                           |
| Mogi das Cruzes Basketball Clube        | Mogi das Cruzes       | 8  | 1996, 1997, 1998, 1999, 2000, 2001, 2002, 2003                                           |
| Ribeirão Preto                          | Ribeirão Preto        | 8  | 1997, 1998, 1999, 2000, 2001, 2002, 2003, 2004                                           |
| Vasco da Gama                           | Río de Janeiro        | 7  | 1990, 1994, 1998, 1999, 2001, 2002, 2003                                                 |
| Palmeiras                               | São Paulo             | 7  | 1991, 1992, 1993, 1994, 1995, 1997, 1998                                                 |
| Joinville                               | Joinville             | 7  | 1994, 1996, 1997, 1998, 2005, 2007, 2008                                                 |
| Associação Bauru Basketball Team        | Bauru                 | 6  | 1999, 2000, 2001, 2002, 2003, 2006                                                       |
| Sogipa                                  | Porto Alegre          | 5  | 1990, 1991, 1992, 1993, 2001                                                             |
| Ajax (Universo/Goiânia)                 | Goiânia               | 5  | 2001, 2002, 2003, 2004, 2005                                                             |
| Sírio                                   | São Paulo             | 4  | 1990, 1993, 1994, 1995                                                                   |
| Banespa                                 | São Paulo             | 4  | 1992, 1993, 1994, 1995                                                                   |
| Botafogo                                | Río de Janeiro        | 4  | 1992, 1999, 2000, 2001                                                                   |
| Suzano                                  | Suzano                | 4  | 1992, 1993, 1994, 1995                                                                   |
| Ponta Grossa                            | Ponta Grossa          | 4  | 1993, 1994, 1995, 1996                                                                   |
| Guaru                                   | Guarulhos             | 4  | 1994, 1995, 1996, 1997                                                                   |
| Tijuca Tênis Clube                      | Río de Janeiro        | 4  | 1994, 1995, 1998, 2004                                                                   |
| Pinheiros                               | São Paulo             | 4  | 1995, 1998, 1999, 2003                                                                   |
| Casa Branca Basquetebol Clube           | Casa Branca           | 4  | 2000, 2001, 2003, 2004                                                                   |
| Associação Araraquarense de Basquetebol | Araraquara            | 4  | 2002, 2003, 2004, 2005                                                                   |
| Jóquei Clube de Goiás                   | Goiânia               | 3  | 1991, 1992, 1993                                                                         |
| Telesp                                  | São Paulo             | 3  | 1992, 1994, 1995                                                                         |
| Franca/Sabesp                           | Franca                | 3  | 1993, 1994, 1995                                                                         |
| Franca/Dharma/Yara                      | Franca                | 3  | 1993, 1994, 1995                                                                         |
| Liga Angrense                           | Angra dos Reis        | 3  | 1993, 1994, 1995                                                                         |
| Bandeirantes                            | Barueri               | 3  | 1998, 2002, 2003                                                                         |
| Ulbra Esportes                          | Porto Alegre          | 3  | 1999, 2003, 2004                                                                         |
| Hebraica                                | São Paulo             | 3  | 2000, 2001, 2002                                                                         |
| Automóvel Clube de Campos               | Campos dos Goytacazes | 3  | 2002, 2003, 2004                                                                         |
| Brasília                                | Brasília              | 3  | 2004, 2005, 2007                                                                         |
| Paulistano                              | São Paulo             | 3  | 2004, 2005, 2007                                                                         |
| Monte Líbano                            | São Paulo             | 2  | 1990, 1993                                                                               |
| Pirelli                                 | São Paulo             | 2  | 1990, 1991                                                                               |
| Nosso Clube                             | Limeira               | 2  | 1995, 1996                                                                               |
| Corinthians                             | São Paulo             | 2  | 1996, 1997                                                                               |
| Barueri                                 | Barueri               | 2  | 1999, 2000                                                                               |
| Ipiranga                                | Blumenau              | 2  | 2000, 2001                                                                               |
| Fluminense                              | Río de Janeiro        | 2  | 2001, 2002                                                                               |
| Iguaçu Basquete Clube                   | Nova Iguaçu           | 2  | 2007, 2008                                                                               |
| Clube de Regatas Saldanha da Gama       | Vitória               | 2  | 2007, 2008                                                                               |
| AABB                                    | Brasília              | 1  | 1990                                                                                     |
| Atlético Mineiro                        | Belo Horizonte        | 1  | 1990                                                                                     |
| Lwart-Lwarcel                           | São Paulo             | 1  | 1990                                                                                     |
| Ipê/Perdigão/Soler                      | São Paulo             | 1  | 1991                                                                                     |
| Uberlândia Tênis Clube                  | Uberlândia            | 1  | 2008                                                                                     |
| Ingá                                    | Maringá               | 1  | 1992                                                                                     |
| Encol/Coplaven                          | Goiânia               | 1  | 1993                                                                                     |
| Akros                                   | Joinville             | 1  | 1995                                                                                     |
| Friburgo                                | Nova Friburgo         | 1  | 1995                                                                                     |
| Corinthians/UMC                         | Mogi das Cruzes       | 1  | 2005                                                                                     |
| União Londrina Baskettball              | Londrina              | 1  | 2008                                                                                     |
| Vasco                                   | Barueri               | 1  | 2000                                                                                     |
| Santo André                             | Santo André           | 1  | 1999                                                                                     |
| Ulbra/Torres                            | Torres                | 1  | 2005                                                                                     |
| Unisanta                                | Santos                | 1  | 2001                                                                                     |
| São Caetano                             | São Caetano do Sul    | 1  | 2002                                                                                     |
| Winner Basquete Limeira                 | Limeira               | 1  | 2003                                                                                     |
| Blumenau                                | Blumenau              | 1  | 2004                                                                                     |
| Liga Macaense                           | Macaé                 | 1  | 2005                                                                                     |
| Limeira                                 | Limeira               | 1  | 2005                                                                                     |
| São José dos Pinhais                    | São José dos Pinhais  | 1  | 2005                                                                                     |
| Telemar                                 | Río de Janeiro        | 1  | 2005                                                                                     |
| Grajaú C.C.                             | Río de Janeiro        | 1  | 2007                                                                                     |
| Vila Velha                              | Vila Velha            | 1  | 2007                                                                                     |
| Faculdade de Tecnologia e Ciências      | Salvador              | 1  | 2008                                                                                     |
| Lobos Brasília                          | Brasilia              | 1  | 2008                                                                                     |
| CETAF - Garoto - UVV                    | Vila Velha            | 1  | 2008                                                                                     |
| Univates/Bira                           | Lajeado               | 1  | 2008                                                                                     |

1. ↑  En fusión con Vasco
2. ↑  En fusión con Barueri

## Historial de campeones
| Año           | Campeón                | Serie      | Subcampeón            | Semifinalistas                    |            |
| ------------- | ---------------------- | ---------- | --------------------- | --------------------------------- | ---------- |
| 1990 Detalles | Franca                 | 3 - 0      | Lwart Lwart           | Pirelli Monte Líbano              |            |
| 1991 Detalles | Franca                 | 3 - 1      | Clube Ipê de Jales    | Corinthians Rio Claro             |            |
| 1992 Detalles | Rio Claro              | 1 - 0      | Clube Ipê de Jales    | Franca Suzano                     |            |
| 1993 Detalles | Franca                 | 1 - 0      | Clube Ipê de Jales    | Rio Claro Monte Líbano            |            |
| 1994 Detalles | Corinthians Gaucho     | 3 - 2      | Franca                | Rio Claro Clube Ipê de Jales      |            |
| 1995 Detalles | Rio Claro              | 3 - 1      | Dharma Yara de Franca | Clube Ipê de Jales Franca         |            |
| 1996 Detalles | Corinthians            | 3 - 1      | Corinthians Gaucho    | Rio Claro Franca                  |            |
| 1997 Detalles | Franca                 | 3 - 2      | Corinthians Gaucho    | Corinthians Mogi das Cruzes       |            |
| 1998 Detalles | Franca                 | 3 - 2      | COC Ribeirão Preto    | Vasco da Gama Rio Claro           |            |
| 1999 Detalles | Franca                 | 3 - 2      | Vasco da Gama         | Mackenzie College Mogi das Cruzes |            |
| 2000 Detalles | Vasco da Gama          | 3 - 1      | Flamengo              | Unitri Uberlândia Franca          |            |
| 2001 Detalles | Vasco da Gama          | 3 - 0      | Ribeirão Preto        | Botafogo Franca                   |            |
| 2002 Detalles | Bauru                  | 3 - 0      | Araraquara            | Vasco da Gama Ribeirão Preto      |            |
| 2003 Detalles | COC Ribeirão Preto     | 3 - 1      | Unitri Uberlândia     | Minas Universo Ajax               |            |
| 2004 Detalles | Unitri Uberlândia      | 3 - 0      | Flamengo              | Universo Ajax Corinthians         |            |
| 2005 Detalles | Telemar Río de Janeiro | 3 - 1      | Uberlândia            | COC Ribeirão Preto Brasília       |            |
| 2006 Detalles | Indefinido             | Indefinido | Indefinido            | Indefinido                        | Indefinido |
| 2007 Detalles | Brasília               | 3 - 1      | Franca                | Unitri Uberlândia Minas           |            |
| 2008 Detalles | Flamengo               | 3 - 0      | Universo Brasília     | Minas Joinville                   |            |

### Resumen
| Club               | T | Títulos                            |
| ------------------ | - | ---------------------------------- |
| Franca             | 6 | 1990, 1991, 1993, 1997, 1998, 1999 |
| Río Claro          | 2 | 1992, 1995                         |
| Vasco da Gama      | 2 | 2000, 2001                         |
| Corinthians Gaucho | 1 | 1994                               |
| Corinthians        | 1 | 1996                               |
| Bauru              | 1 | 2002                               |
| COC Ribeirão Preto | 1 | 2003                               |
| Unitri Uberlândia  | 1 | 2004                               |
| Río de Janeiro     | 1 | 2005                               |
| Brasília           | 1 | 2007                               |
| Flamengo           | 1 | 2008                               |